# Christian de Duve
Christian de Duve, född 2 oktober 1917 i Thames Ditton, Surrey, Storbritannien, död 4 maj 2013 i Grez-Doiceau, Belgien, var en belgisk cytolog och biokemist. År 1974 erhöll han Nobelpriset i fysiologi eller medicin tillsammans med Albert Claude och George E. Palade "för deras upptäckter om cellens strukturella och funktionella organisation". Förutom peroxisom och lysosom uppfann han vetenskapliga namn som autofagi, endocytos och exocytos vid ett och samma tillfälle.

## Biografi
De Duve föddes i England men återvände med sin familj till Belgien 1920. Han utbildades av jesuiterna vid Onze-Lieve-Vrouwinstituut i Antwerpen och började 1934 att studera medicin vid katolska universitetet i Leuven. När han tagit sin masterexamen 1941 började han forska i kemi och arbetade med insulin och dess roll i diabetes mellitus. Han  gjorde då tillsammans med Earl Sutherland (senare nobelpristagare) en första upptäckt att en kommersiell beredning av insulin var förorenad med ett annat bukspottskörtelhormon, insulinantagonen glukagon. Hans avhandling gav honom den högsta universitetsexamen agrégation de l'enseignement supérieur (motsvarande doktorsexamen) 1945.
Med sitt arbete med rening av penicillin tog han sin magisterexamen 1946. Han gick vidareutbildning under Hugo Theorell (senare nobelpristagare)  vid Karolinska Institutet i Stockholm och Carl och Gerty Cori (båda nobelpristagare) vid Washington University i St. Louis. Han började på medicinska fakulteten i Leuven 1947 och 1960 blev han inbjuden att arbeta vid Rockfeller Institute (numera Rockefeller University). Med ömsesidig överenskommelse med Leuven blev han professor vid båda universiteten från 1962 och delade sin tid mellan Leuven och New York. Han blev professor emeritus vid universitetet i Louvain 1985 och i Rockefeller 1988.
De Duve fick viscounts rang 1989 av kung Baudouin av Belgien. Han tilldelades också Francqui Prize, Gairdner Foundation International Award, Heineken Prize, och E.B. Wilson Medal. År 1974 grundade han International Institute of Cellular and Molecular Pathology i Bryssel, som så småningom, 2005, döptes om till de Duve Institute. Han var grundande ordförande för L'Oréal-UNESCO Awards for Women in Science. Han dog 2013 genom laglig dödshjälp efter att länge ha lidit av cancer och förmaksflimmer.

## Publikationer
De Duve var en produktiv författare, både i tekniska och populära verk. De mest betydande verken är:
- A Guided Tour of the Living Cell (1984) ISBN 0-7167-5002-3
- La cellule vivante, une visite guidée, Pour la Science (1987) ISBN 978-2-902918-52-2
- Construire une cellule, Dunod (1990) ISBN 978-2-7296-0181-2
- Blueprint for a Cell: the Nature and Origin of Life (1991) ISBN 0-89278-410-5
- Poussière de vie, Fayard (1995) ISBN 978-2-213-59560-3
- Vital Dust: Life as a Cosmic Imperative (1996) ISBN 0-465-09045-1
- Life Evolving: Molecules, Mind, and Meaning (2002) ISBN 0-19-515605-6
- À l’écoute du vivant, éditions Odile Jacob, Paris (2002) ISBN 2-7381-1166-1
- Singularities: Landmarks on the Pathways of Life (2005) ISBN 978-0-521-84195-5
- Singularités: Jalons sur les chemins de la vie, éditions Odile Jacob (2005) ISBN 978-2-7381-1621-5
- Science et quête de sens, Presses de la Renaissance, (2005) ISBN 978-2-7509-0125-7
- Génétique du péché originel. Le poids du passé sur l’avenir de la vie, éditions Odile Jacob (2009) ISBN 978-2-7381-2218-6
- Genetics of Original Sin: The Impact of Natural Selection on the Future of Humanity (2010) ISBN 978-0-3001-6507-4
- De Jesus a Jesus... en passant par Darwin, éditions Odile Jacob (2011) ISBN 978-2-7381-2681-8

## Utmärkelser och hedersbetygelser
De Duve tilldelades 
- Francquipriset för biologiska och medicinska vetenskaper 1960,[24]
- Nobelpriset i fysiologi eller medicin 1974.
- Gairdner Foundations internationella pris 1967,1977 och * Dr H.P. Heineken-priset för biokemi och biofysik 1973 från Royal Netherlands Academy of Arts and Sciences.[25]
- Harden Medal från the Biochemical Society of Great Britain 1978.
- Theobald Smith Award från Albany of Medical College 1981;
- Innovators of Biochemistry Award från Medical College of Virginia 1986; och E.B. Wilsonmedaljen 1989.[26][27]

Kung Baudouin av Belgien hedrade honom till Viscount 1989.
Han valdes till utländsk medarbetare vid National Academy of Sciences (USA) 1975. 
Han var också medlem av Royal Academies of Medicine och Royal Academy of Sciences, Arts, och i Literature of Belgium, Vatikanens påvliga vetenskapsakademi, American Academy of Arts and Sciences; Franska medicinska akademin; Akademin för vetenskaper i Paris, Deutsche Akademie der Naturforscher Leopoldina. Han valdes till utländsk medlem av Royal Society (ForMemRS) 1988. Dessutom fick han hedersdoktorat från arton universitet runt om i världen.